# أدب سلفادوري
الأدب السلفادوري هو الأدب الأساسي المكتوب في السلفادور، والذي عادةً ما يُكتب باللغة الإسبانية أو بلغات أخرى مثل الإنجليزية، والتي غالبًا ما تكتب بها الجاليات السلفادورية المقيمة خارج السلفادور.

## أصول الأدب السلفادوري

### الأدب الاستعماري
خلال الحقبة الاستعمارية، ازدهر الأدب في الحواضر الإيبيرية؛ في المستعمرات الأمريكية، حيث كان هناك أيضاً رعاية كبيرة للفنون، خاصة الهندسة المعمارية والفنون الجميلة والموسيقى. لكن كانت هناك عقبات كبيرة أمام تطور مماثل في الأدب. حرصت السلطات الدينية على السيطرة على حياة معتنقي المسيحية حديثاً، بالإصرار على أن التعبير الأدبي يكمن في خدمة العقيدة وأن يكون خاضعاً لفصحها الدقيق. على الرغم من ذلك، فقد ظهر تقليد أدبي دنيوي مهم في البلاطات الملكية في المكسيك وليما. حاولت هذه الأدبيات محاكاة آثار الكتاب في الحواضر، رغم أنها كانت تخرج أحياناً مبدعين بارزين مثل الشاعرة المكسيكية خوانا إينيس دي لا كروث.
كانت الأراضي السلفادورية بعيدة عن مراكز الثقافة. ومن المحتمل أن يكون الأدب قد لقى شعبية بين أوساط المتعلمين الصغيرة من أفراد الكريولو، إلا أنه لا توجد أدلة قوية على ذلك. فالأدلة المتوفرة تؤكد أن التطور الأدبي كان مشتتاً، زائلاً وحتى عرضياً. مثال على هذا التطور؛ دار الأندلسي خوان دي ميستانزا، الذي كان عمدة ولاية سونسوناتي بين 1585 و1589، الذي ورد ذكره في قصيدة ميغيل دي ثيربانتس "El Viaje al Parnaso" (رحلة إلى جبل بارناسوس). كما كان خلال الحقبة ذاتها نشاط مسرحي كبير، احتل جانباً أساسياً من وسائل الترفيه الشعبية في احتفالات المستوطنات. خلال هذه الاحتفالات كانت تُقدم مسرحيات دينية أو فكاهية.

### الأدب الديني
كانت العقيدة والطقوس الكاثوليكية عاملاً موحداً لمجتمع غير متجانس وطبقي للغاية. حيث ارتبطت بعض التعبيرات الأدبية بالإنتاج المسرحي ذي الطابع الديني، التي كانت تقام خلال الاحتفالات في القرى والأحياء. من ناحية أخرى، خاطبت بعض الأدبيات عدداً أقل من قراء النخبة. شملت الأعمال الموجهة لتلك الفئة المذكورة؛ قصص الورع، سيّر القديسين التي تصور حياتهم والأطروحات اللاهوتية، التي كتبها رجال الدين المولودون في المقاطعة، لكنها نُشرت عادةً في أوروبا.
من بين كُتاب هذه الفئة الأخيرة خوان أنطونيو أرياس، راهب يسوعي ولد في سانتا آنا. الذي كتب أطروحات دينية بما في ذلك «Misteriosa sombra de las primeras luces del divino Osiris و Jesús recién nacido». والأب بارتولومي كاناس، الذي كان يسوعياً أيضاً، طلب اللجوء إلى إيطاليا بعد طرده من أخويته في المستعمرات الإسبانية؛ حيث كتب في بولونيا أطروحة اعتذارية كبرى. كما نشر دييغو خوسيه فوينتي، أحد الرهبان الفرنسيسكان في سان سلفادور، مجموعة متنوعة من الأعمال الدينية في إسبانيا. بالإضافة إلى خوان دياز، من مواليد سونسوناتي، الذي ألف سيرة "Vida y virtudes del venerable fray Andrés del Valle" (حياة وفضائل الراهب الموقر أندريس ديل فايي).

## الأدب خلال عصر الاستقلال
بحلول العقود الأخيرة من الحكم الأسباني، كان هناك بالفعل نشاط ثقافي دنيوي كبير في أمريكا الوسطى. تركز حول جامعة سان كارلوس في غواتيمالا. حيث كان يتجمع هناك أفراداً الكريول المتعلمين لمناقشة وتبادل الأفكار عن الثقافة. وقد شجع ذلك ظهور أدب يعني بالسياسة أكثر من النواحي الجمالية ويتجلى ذلك بشكل أساسي في النثر الخطابي والجدلي وكلاهما تناظري ومذهبي، حيث أظهر الكُتاب براعتهم واستخدامهم للخطابة الكلاسيكية.
أحد الشخصيات الرئيسية في هذه الحقبة كان الأب مانويل أغيلار (1750-1819)، الذي أعلن من خلال عظته المشهورة حق الشعوب المضطهدة في الثورة، مما تسبب في فضيحة وفرض رقابة على المطبوعات. وأيضاً الكاهن خوسيه سيميون كانياس (1767-1838) المعروف بخطابه الذي ألقاه في الجمعية التأسيسية في 1823 والذي طالب فيه بتحرير العبيد. إضافة إلى كاهن الكنيسة المشيخية إيسيدرو مينينديز (1795-1858)، مؤلف الكثير من تشريعات تلك الحقبة والمعروف أيضاً بمهاراته الخطابية.
لم يكن لجمالية الأدب السلفادوري في هذه الحقبة دوراً مماثلاً لدور الخطاب البليغ أو الكتابة الصحفية. حيث كان الأدب لا يستخدم إلا بصورة عرضية، مثل الأبيات الشعرية مجهولة المصدر التي تُدلي بملاحظات ساخرة على السياسات المعاصرة أو غيرها من الأعمال الشعرية التي تمدح السمعة والأعمال الحسنة للشخصيات الهامة. ومن ضمن الأمثلة على تلك الفئة الأخيرة؛ القصيدة النثرية "Tragedia de Morazán" (مأساة مورازان) في 1849 من تأليف فرانسيسكو دياز (1812-1845) وقصيدة "Al ciudadano José Cecilio del Valle" (إلى المواطن خوسيه سيسيليو ديل فالي) لميغيل ألفاريز كاسترو (1795-1856).
أدى ضعف الدولة والافتقار إلى الحياة الحضرية وبالتالي انعدام البنية التحتية الثقافية، فحد ذلك من قدرة الأدباء على إعالة أنفسهم. وفي ظل هذه الظروف، كان الفنانون يعتمدون على رعاة القطاع الخاص بالتوجه نحو تلبية أذواقهم وزيادة مكانتهم الاجتماعية.

## عصر الليبرالية والتحديث الثقافي
يجب أن يوضع ميلاد الأدب السلفادوري بوضوح في السياق التاريخي. فمع صعود رفائيل زالديفار في 1876 هزم الليبراليون خصومهم من المحافظين. عندما أسسوا دولة قومية من الألف إلى الياء، فأصبح للأدب أهمية متزايدة.

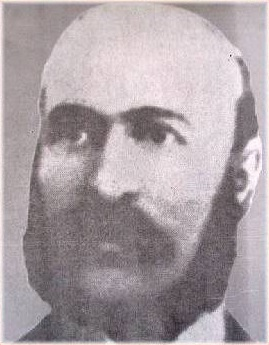
ديفيد خواكين غوزمان

### المشروع الليبرالي
كان مؤيدو المشروع الوطني يأملون من تطوير الاقتصاد الموجه نحو الصادرات الزراعية، مع كون البن المنتج الرئيسي، بأن يرتقى من الهمجية (بالنسبة لليبراليين فهي مرادف لأمراء الحرب، الكاثوليكية والجمهور من غير المتعلمين) إلى التمدن (مرادف للانجازات السياسة والاجتماعية مثل التي لدى الدول الأوروبية المتقدمة).
بعد العديد من الإصلاحات الدولة وهيكلها، فقدت البلاد هويتها الثقافية الأصلية وبدأت صياغة هوية جديدة. كانت النخبة المستنيرة ضرورية للمساعدة في هذه العملية. وبناءً على ذلك، أُسست جامعة السلفادور والمكتبة الوطنية في عامي 1841 و1870، على التوالي. وفي أواخر القرن التاسع عشر، عُززت المكتبة الوطنية بشكل كبير؛ حيث رعت نشر أعمال مؤلفين محليين، بالإضافة إلى نشر مجلتها الخاصة. كما تأسست أكاديمية اللغة السلفادورية شبه الرسمية شكلياً في 1876، على الرغم من أنها لم تبدأ عملها إلا في 1914.
وبالتزامن مع ذلك، ظهرت ثقافة النخبة المستقلة. تمحور هذا النشاط حول المجتمعات العلمية والأدبية، التي كان لمعظمها وجود قصير. كانت جمعية الشباب (La Juventud)، التي تأسست في 1878، استثناءً من هذه القاعدة. وعلى الرغم من قلة عدد أعضائها، فقد كانت منتدى نشطاً للغاية فيما يتعلق بأحدث الاتجاهات العلمية والفنية. وهكذا أخذ شكل النخبة الفكرية يتألف إلى حد كبير من النخبة الاقتصادية. وقد كانت العديد من الأعمال الأدبية الهامة في هذا العصر علمية. فكان الطبيب وعالم الأنثروبولوجيا ديفيد خواكين غوزمان، مؤلف كتاب "La Oración a la Bandera Salvadoreña" (صلاة إلى العلّم السلفادوري)، شخصية بارزة في مجال العلوم الطبيعية. كما كان سانتياغو إ. باربيرينا شخصية بارزة في الجغرافيا والتاريخ.
على الرغم من هذا النهج العلمي، فقد كانت النخبة تظهر احترام خاص للثقافة الجمالية، خاصةً الأدب. وبالنسبة للنخب الليبرالية، كانت معرفة القراءة والكتابة والإلمام بأحدث الاتجاهات في الأدب الأوروبي (وخاصة الأدب الفرنسي) علامات جلية على التفوق الروحي. ساهم هذا الموقف المميز تجاه الجمالية في زيادة مكانة الشعراء الاجتماعية وجعل الأدب عاملاً هاماً في إضفاء الشرعية على الدولة.

### الحداثة والأدب الحداثي

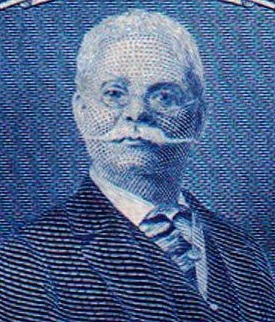
خوان خوسيه كانياس

يعود تاريخ الحداثة في السلفادور إلى جدال حول تأثير الرومانسية التي جرت على صفحات جمعية الشباب. التي شجبت تدريس أعمال فرناندو فيلاردي وهو إسباني عاش في البلاد خلال سبعينيات القرن التاسع عشر، حيث أثر على الكتاب الشباب من خلال شعره الحالم والرائع. كما أنتج تدريس أدبه أعمالاً شعرية متأثرة بالرومانسية الإسبانية. وكان من بين هؤلاء الكُتاب خوان خوسيه كاناس (1826-1918) مؤلف النشيد الوطني، رافائيل كابريرا، دولوريس آرياس، أنطونيو جيفارا فالديس وإسحاق رويز أروجو.
هاجم كلاً من روبين دارييو (1867-1916) -الشاعر النيكاراغوي الشهير الذي عاش بعد ذلك في سان سلفادور- وفرانسيسكو غافيديا (1864-1955) -بينما كانا لا يزالا مراهقين- أشعار فيلاردي ولفتا الانتباه بدلاً عنها إلى نموذج الشعر البارناسي الرمزي الذي ظهر في فرنسا. درس كلاهما هذا الشعر بكل همة وحماسة، في محاولة لكشف آلياته البناءة المعقدة وترجمتها إلى اللغة الإسبانية.
أخذ فرانسيسكو غافيديا على عاتقه تأسيس أدب وطني، يظهر انشغاله بذلك في جميع مؤلفاته الغزيرة، التي تعتبر أعظم تعبير عن الروح الليبرالية في الفنون. وتؤيد رؤيته للأدب السلفادوري هيمنة التقاليد الغربية، دون إغفال الحفاظ على التقاليد الأصلية ومعرفتها.
ومن بين المؤلفين البارزين الآخرين خلال هذه الفترة فيسنتي أكوستا وخوان خوسيه بيرنال وكاليكسو فيلادو وفيكتور جيريز. شارك بعضهم في إصدار المجلة الأسبوعية الأدبية، التي لعبت دوراً هاماً في نشر أفكار جمالية مطلع القرن.

## أدب القرن العشرين
خلال العقود الأولى من القرن العشرين، استمرت هيمنة الحداثة في السيطرة على الأدب السلفادوري، على الرغم من ظهور اتجاهات جديدة. فقد بدا أن نموذج الحداثة الثقافية الليبرالية قد اندمجت في ظل الحكومة التي لم تدم طويلاً برئاسة مانويل إنريكي أراوخو، الذي حظى بالدعم وسط فئة المثقفين كونه بدا ملتزماً بسياسة تشجع العلم والفنون. حاول أراوخو إعطاء قاعدة مؤسسية أقوى لنموذج المجتمعات الأدبية العلمية بتأسيسه المركز العلمي السلفادوري "Ateneo de El Salvador" (جمعية لدراسة التاريخ والكتابة الوطنيين)، لكن هذا الدافع انقطع عند اغتياله في 1913.
خلال عهد أسرة ميلينديز كينيونث التي تلت ذلك، كان أي تقدم تهيمن عليه عودة مساوئ الأزمنة الماضية: المحاباة والتعصب والمحسوبية، خاصة داخل الطبقة الفكرية.

### الكريوليزمية والاستبطان
لم يكن المشهد الأدبي السلفادوري، الذي جسد سابقاً روحاً جمالية عالمية، مجهزاً جيداً للتعامل مع معطيات الواقع السياسي الجديد للبلاد. ونتيجة لذلك، نشأت أساليب مختلفة لتصوير العادات المحلية والحياة اليومية، سواء كانت ساخرة أو تحليلية وبدأ الكتّاب في تحويل انتباههم إلى الأمور التي كانت مهملة من قبل في التعبير الأدبي. كان الجنرال خوسيه ماريا بيرالتا لاغوس (1873-1944) أحد الكتاب الرئيسيين في نهج الكريوليزمية (Costumbrismo) ووزيراً للحربية في عهد مانويل إنريك أراوخو. وتحت اسمه المستعار تي. بي. ميشين، أصبح كاتباً ذائع الصيت في مواضيع المجادلات والهجاء الاجتماعي. تصور أعماله الروائية ومسرحيته المُرشح "Candidato" بفكاهة الجوانب النموذجية للحياة الريفية. من ضمن الكُتاب البارزين في الحركة الكريوليزمية؛ فرانسيسكو هيريرا فيلادو وألبرتو ريفاس بونيلا.
كانت شعبية الكتابة عن الحياة اليومية تسير جنباً إلى جنب مع الأهمية المتزايدة للصحافة. كان صعود الكتابة الصحفية يعني المزيد من الكتابة المستقلة وبالتالي المزيد من الكتابة التي تنتقد الوضع الراهن في المقاطعة. شارك الصحفيون أيضاً في الكتابة السياسية المقنعة. على سبيل المثال، كتب ألبرتو ماسفرير (1868-1932) العديد من المقالات السياسية، التي - على الرغم من كونها سياسية بطبيعتها أكثر من كونها فنية - فقد ساهمت في تغيير الاتجاهات الأدبية السائدة في هذا العصر.

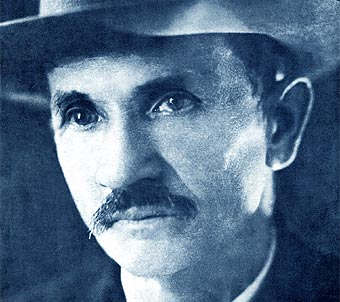
أرتورو أمبروجي.

خلال تلك الفترة، كانت الاعتبارات الجمالية خاضعة عموماً للاعتبارات الإيديولوجية. ومع ذلك، لم يكن ذلك نفس الحال بالنسبة لأرتورو أمبروجي (1985-1936)، الذي كان الكاتب صاحب أكثر معدل قراءات والأكثر شهرة في السلفادور. وقد نشر العديد من الصور الأدبية والسجلات، بلغت ذروتها في كتاب المناطق المدارية "El libro del trópico" في 1917. تكمن أصالة أمبروسي في تحويله المواضيع نحو التقاليد الأصلية للسلفادور ومزجه للغة الأدبية واللهجة العامية.
كان تمثيل الخطاب الشعبي غالباً ما يحضر في أعمال الكريوليزمية، حيث يتوفر المظهر المحلي وتجسيد الشخصيات الجاهلة. كان أسلوب أمبروجي غير مألوف: فقد أظهر الإمكانيات الأدبية للخطاب الشعبي، مما يشير إلى ميزة الثقافة الدارجة. وقد تحول العمل الغنائي للشاعر ألفريدو إسبينو (1900-1928)، إضافة إلى موضوعاته الشعبية والمتعلقة باللغة إلى مادة شعرية. وفي حين أن شعره قد يبدو بالياً وصبيانياً لدى قُراء اليوم، فإن عمله كان مهماً في التاريخ الأدبي السلفادوري. وكانت العقود الأولى من القرن العشرين مهمة لأنها تميزت بالتحول من الثقافة الأدبية النخبوية الأوروبية إلى ثقافة أدبية وطنية أكثر شمولية والتي أشارت إلى اللغة الأم لتحدد هويتها.

### مناهضة الحداثة
في أواخر العشرينيات وأوائل الثلاثينيات، عانى المجتمع السلفادوري من صدمات اجتماعية وسياسية مختلفة مزقت المجتمع الأدبي الهش. فعلى الصعيد الاقتصادي، أسفرت أزمة وول ستريت عن انخفاض حاد في أسعار البن. بدأ الرئيس بيو روميرو بوسكي عملية للعودة إلى الشرعية المؤسسية، فدعا إلى إجراء أول انتخابات حرة في تاريخ السلفادور. انتخب على أثرها المهندس أرتورو أراوخو على أساس برنامج إصلاحي مستوحى من أفكار ألبرتو ماسفرير. لكن الأزمة الاقتصادية والصراع السياسي الناجم عن ذلك أدى إلى ستة عقود من الاستبداد العسكري الذي قمع بشكل كبير انتشار الأدب.
بحث الكُتاب بفاعلية عن بدائل للحداثة الغربية. أدان الحداثيون من أمثال روبن داريو في كثير من الأحيان الطبيعة المبتزلة للأزمنة، لكنهم مع ذلك كانوا مأخوذين برخاء أوروبا في مطلع القرن العشرين وبكياستها. وبينما أدان الحداثيون غلظة للأثرياء الجدد، فإنهم لم يميلوا إلى استنكار الفن الذي ولده الغنى. تباين هذا الموقف بين الأجيال الأدبية الجديدة؛ التي بدأت رفض حتى أسس الحداثة.
لاحظ ألبرتو ماسفرير، هذه الأزمة من منصبه كقنصل في أنتويرب؛ كذلك تعكس كتابات ألبرتو غيرا تريجويروس (1898-1950) هذا الاتجاه نحو الغرابة كنموذج للتقدم. أدى هذا البحث عن البدائل إلى تبني الكثيرين التصوف الشرقي وثقافات الشعوب الأصلية الأمريكية الهندية بالإضافة إلى البدائية التي شهدت نقيض الحداثة الوهمية من خلال طرق الحياة التقليدية.

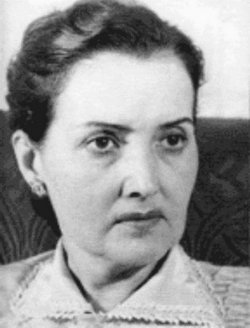
كلوديا لارس

وقد حظت الثيوصوفية وغيرها من المواءمات ذات الطبيعة الخاصة للديانات الشرقية على نوع من الشعبية. جذبت هذه الأفكار بشكل خاص مجموعة من الكتاب من بينهم ألبرتو غيرا تريجيروس، سالاروي (1899-1975)، كلوديا لارس (1899-1974)، سيرافين كويتينو، راؤول كونتريراس، ميجيل أنجيل إسبينو، كوينو كاسو وخوان فيليبي تورونو. وجد هؤلاء الكتاب عقيدتهم الجمالية في فن عُرف بأنه خصم جذري للحداثة الاجتماعية.
كان غيرا تريجيروس يُعتبر الفنان الحاصل على التدريب النظري الأكثر متانة ضمن هذه المجموعة والأكثر دراية بالاتجاهات الفكرية والجمالية في أوروبا. وبصرف النظر عن كونه مؤلفاً مرموقاً، فقد لعب أيضاً دوراً هاماً في نشر الأفكار الجمالية الجديدة. وفي مقالاته، دعا إلى إعادة تعريف جذري للغة والموضوعات الشعرية، التي كانت تهيمن عليها الجمالية الحداثية. فروجّ للشعر الحر والشعر باللهجة العامية، مُصلحاً اللغة اليومية في ما أسماه الشعر «السوقي». وعلى الرغم من أن غنائية القالب الكلاسيكي كانت أكثر شيوعاً بين معاصريه (الذين كانوا ينأون بأنفسهم عن الحداثة)، فإن غيرا تريجيروس صار معروفاً أكثر بالنسبة للأجيال التالية (على سبيل المثال، في كتابات بيدرو جوفروا ريفاس وأوزوالدو إسكوبار فيلادو وروكي دالتون).

### الشعبوية والسلطوية
في أوائل ثلاثينيات القرن العشرين، تركز الأدب القصصي السلفادوري على أعمال سالاروي وبقدر ما هي متنوعة فهي ضخمة كذلك. وعلى الرغم من عدم تكافؤها، فقد شكلت أعماله استمراراً وتتويجاً للغة الأدبية المصقلة مع التعبير الشعبي الذي شرع فيه أمبروجي. ويستخدم كتابه حكايات الطين "Cuentos de barro" (1933)، الذي يمكن اعتباره أكثر الكتب شعبية في السلفادور، الخطاب الشعبي ويرفع من بدائية الحياة الريفية إلى مرتبة اليوتوبيا الوطنية. وغالباً ما استخدم موضوعات الفانتازيا والدين الشرقي.
على الرغم من أن أعضاء هذا الجيل من الكُتاب لم يكن لديهم دائماً روابط مباشرة مع الديكتاتورية العسكرية التي نُصبّت في 1931، فقد ساعد مفهومهم للثقافة الوطنية في شكل رفض للمثل المستنيرة في إضفاء شرعية على النظام الجديد. سمحت مثالية الفلاح التقليدي وانعزاله المتصل بالطبيعة بربط الاستبداد بالشعبوية، التي كانت ضرورية للخطاب الناشئ للديكتاتورية العسكرية.

### جيل 1944 ومناهضة السلطوية

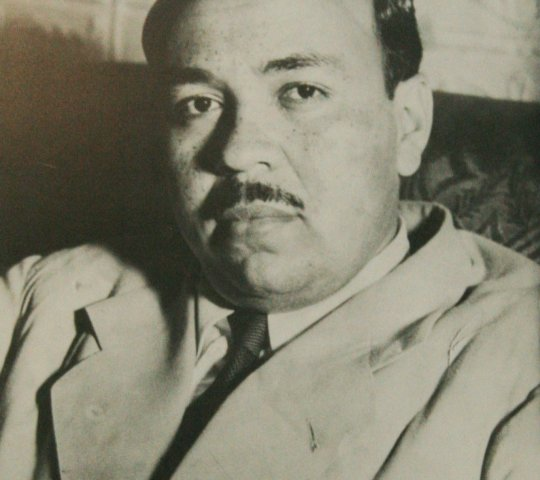
لويس غاليغوس فالديس.

شهدة فترة الأربعينيات ظهور مجموعة من الكتاب من بينهم بيدرو جوفروي ريفاس (1908-1979)، هوغو ليندو (1917-1985)، خوسيه ماريا مينديز (مواليد 1916)، ماتيلدي إيلينا لوبيز (مواليد 1922)، خواكين هيرنانديس كاليز (1915-2000)، خوليو فاوستو فرنانديز، أوزوالدو إسكوبار فيلادو، لويس غاليغوس فالديس، أنطونيو جاميرو، ريكاردو تريجويروس دي ليون وبيدرو كويتينو (1898-1962). أنتج بيدرو جيفروي ريفاس أدباً غنائياً يتميز بالطليعية ولعب دوراً مهماً في إنقاذ التقاليد الأصلية واللغة الشعبية. في حين تميز شعر أوزوالدو إسكوبار فيلادو بالوجودية واستنكار الظلم الاجتماعي. واكتشف خوسيه ماريا منديز وهوغو ليندو آفاقاً جديدة في الخيال.
لعبت العديد من كتابات هذا الجيل دوراً فعالاً في الحركة الديمقراطية التي أنهت دكتاتورية هيرنانديز مارتينيز. ومع ذلك، تعاون بعض الكتاب بنشاط مع نظام أوسكار أوسوريو.
كجزء من مشروع الحداثة، روج أوسوريو لواحدة من أكثر السياسات الثقافية طموحاً في تاريخ السلفادور. على سبيل المثال، من خلال إدارة التحرير بوزارة الثقافة (لاحقاً إدارة المطبوعات، وزارة التعليم)، تحت القيادة الحازمة للكاتب ريكاردو تريجيروس دي ليون، طورّ العمل التحريري ضمن مجال واسع والذي كان خطوة حاسمة في وضع أسس قواعد الأدب في السلفادور.
وبالتوازي مع ذلك، نهضت صناعة الثقافة وأصبحت ذات طابع عالمي، عملية من شأنها أن تؤثر على تطور الأدب. وبحلول 1950، كانت وسائل الإعلام تفصل الفنون الجميلة والثقافة التقليدية في الخيال الشعبي مما أدى إلى تدني الأدب إلى الهامش. جعل هذا الضعف من الفن رهينة سهلة للنظام العسكري ونزعت شرعيته بشكل متزايد بسبب الفساد وانعدام الحرية السياسية.

## الحياة الأدبية منذ الحرب الأهلية حتى الوقت الحاضر
في هذا السياق المتشنج جاء أدب شكّل تراث كتاب «الجيل المهدوم». بالإضافة إلى ذلك، جاءت المزيد من الأدبيات التي دعت إلى الكفاح الشعبي من أجل التحرير. حددت هذه النضالات إلى حد كبير جوقة الأدب الفني السلفادوري التي كانت موجودة في الفترة من 1950 إلى 1980.
في 1984، أدار الشاعر سلفادور خواريز ورشة العمل الأدبية التي كانت امتداداً للإرشادية الجامعية في جامعة السلفادور. أصبح بعض الشباب جزءاً من مشروع ورشة العمل الأدبية. في 1985، عزز بعض الشباب الراشد ممارستهم للأدب في ورشة شيبالبا الأدبية. وكان من بين أعضائها: خافيير ألاس، أونتيل جيفارا، خورخي فارغاس مينديز، نيميا روميرو، ديفيد موراليس، خوسيه أنطونيو دومينغيز، إدغار ألفارو تشافري وأنطونيو كاسكوين، بما في ذلك الشعراء الذين ماتوا في الكفاح؛ أميلكار كولوشو وأركيميديس كروز.  أصبحت هذه المجموعة واحدة من أكثر المجموعات الأدبية صلابة في السنوات الخمس الأخيرة من عام 1980. وقاتلت إلى جانب الحركة المسلحة الشعبية في نفس الوقت الذي كثفت من عمل الإنتاج الأدبي (وفاز بعض كتابها بجوائز في مسابقات مختلفة في ذلك الوقت، رأس تحكيمها كتاب معروفون مثل ماتيلد إيلينا لوبيز ورافائيل ميندوزا ولويس ميلجار بريزويلا، ومن الأمثلة على المسابقات التي دخلوها مسابقة الإصلاح 89 "Certamen Reforma 89" التي روجت لها الكنيسة اللوثرية). مارست هذه المجموعة من الكتاب الشعر بشكل رئيسي والذي اتسم بمشاركتهم في التنظيم الشعبي لجبهة فارابوندو مارتي للتحرير الوطني (FMLN) خلال الحرب الأهلية السلفادورية. يمكن العثور على بعض المقالات أو العينات الشعرية في البيانات الصحفية لتلك السنوات. وقد استكشف عملهم موضوعات التحرير والحب والمستقبل.
أصيب بعض أفراد شيبالبا بجروح خطيرة أو نفوا خارج البلاد أو قُتلوا خلال الاشتباكات مع قوات الأمن. وفي حين بقي بعض أعضائها على مقربة من النشاط السياسي أو العسكري؛ فقد انسحب آخرون من تلك البيئة. وتفيد التقارير أنهم شكلوا الفصل الأخير من أدبيات الالتزام (literatura de harmiso)، امتداداً «للجماليات المتطرفة» وفقاً لهيوزو ميكسكو. فإن أدب الالتزام كان وسيلة لصنع أدب يعطي إجابة وخيار في لحظة حرجة. هذه «الجماليات المتطرفة» صقلها الجيل المعادي للفاشية والجيل المهدوم.
حُلّت هذه المجموعة في 1992. على الرغم من أن الحرب قد أثرت على عدد الموتى والمنفيين، فإن إرث شيبالبا والأجيال السابقة خلق مسؤولية كبيرة للشباب الآخرين ومجموعات من الكتاب الذين ظهروا في العقدين المقبلين.
كان الخمول الأدبي الذي كان قائماً خلال الديكتاتورية العسكرية قد انتهى عندما اندلعت الحرب الأهلية في الثمانينيات. كانت دائرة شيبالبا الأدبية (Círculo Literario Xibalbá) دائرة من الكتاب التي ظهرت خلال النزاع المسلح في السلفادور. مولتها جامعة السلفادور في الثمانينات. شكلت المجموعة واحدة من أبرز المجموعات في التاريخ الأدبي للسلفادور وواحدة من أكثر المجموعات تأثيراً خلال الحرب الأهلية. وخلال الحرب، اُغتيل العديد من أعضائها بسبب كتاباتهم وحالياً يعمل العديد منهم في مجالات مختلفة للغاية.
من بين الأعضاء البارزين أميلكار كولوشو، مانويل باريرا، أونتيل جيفارا، لويس ألفارينجا، سيلفيا إيلينا ريجالادو، أنطونيو كاسكوين، داجوبيرتو سيغوفيا، خورخي فارغاس مينديز، ألفارو داريو لارا، إيفا أورتيز وآركويديس كروز.